# Victor Serventi
Victor Serventi (* 23. Juni 1907 in Algier; † 16. März 2000 in Margency) war ein französischer Komponist.

## Leben
Victor Serventi studierte ab 1921 am Pariser Konservatorium Klavier zunächst bei Joseph Morpain, später bei Lazare Lévy, Harmonielehre bei Jean Gallon, Kontrapunkt und Fuge bei Noël Gallon und Komposition bei Henri Busser. Seit 1934 nahm er mehrmals am Wettbewerb um den Prix de Rome teil und gewann 1937 mit der Kantate La Belle et la bête den Premier Grand Prix.
Von 1943 bis 1977 war Serventi Professor am Pariser Konservatorium. Er komponierte u. a. Variations sur une complainte corse für Klavier (1938), eine Suite für Klavier (1942) und Variations für Klarinette und Klavier. Sein berühmtestes Werk, das regelmäßig bei Konzerten aufgeführt wird und mehrfach auf Platte aufgenommen wurde, ist das 1944 entstandene Largo et scherzando für Kontrabass und Klavier. Serventi war mit der Sängerin Suzanne Juyol verheiratet.